# Dinan
Dinan je francouzská obec v departementu Côtes-d'Armor v regionu Bretaň. V roce 2009 zde žilo 10 819 obyvatel. Je centrem arrondissementu Dinan a kantonů kantonu Dinan-Est a Dinan-Ouest.